# Jaskyňa v Jazvinách
Jaskyňa v Jazvinách – niewielka jaskinia krasowa w Górach Choczańskich w północnej Słowacji.

## Położenie
Znajduje się u północnych podnóży masywu Wielkiego Chocza, w północnych zboczach Drapáča, w granicach administracyjnych wsi Jasenová. Otwór wejściowy leży na wysokości ok. 750 m n.p.m. Leży w niedużej odległości od zielono znakowanego szlaku turystycznego wiodącego z Wyżniego Kubina na Wielki Chocz.

## Charakterystyka
Jaskinia typu korozyjnego. Długość korytarzy 21 m. Praktycznie brak szaty naciekowej.
Zostały w niej znalezione nieliczne artefakty pochodzące z okresu kultury halsztackiej (ułomek ceramiki) oraz ze średniowiecza. W 1944 r. była używana jako doraźne schronienie partyzantów w czasach słowackiego powstania narodowego.

## Ochrona
Jaskinia leży w granicach rezerwatu przyrody Choč. Nie jest udostępniona do zwiedzania turystycznego.